# Skate Canada 1978
Navigation
Édition précédente Édition suivante
Le Skate Canada (ou Internationaux Patinage Canada) est une compétition internationale de patinage artistique qui se déroule au Canada au cours de l'automne. Il accueille des patineurs amateurs de niveau senior dans trois catégories: simple messieurs, simple dames et danse sur glace. La catégorie des couples artistiques n'est ajoutée au programme du Skate Canada qu'à partir de 1984.
Le sixième Skate Canada est organisé du 26 au 29 octobre 1978 au Pacific Coliseum de Vancouver dans la province de la Colombie-Britannique. 

## Résultats

### Messieurs
| Rang | Nom               | Pays                 | Points | Fig. impo. | Prog. court | Prog. libre |
| ---- | ----------------- | -------------------- | ------ | ---------- | ----------- | ----------- |
| 1    | Fumio Igarashi    | Japon                |        | 4          | 1           | 1           |
| 2    | Charles Tickner   | États-Unis           |        | 1          | 3           |             |
| 3    | Brian Pockar      | Canada               |        | 3          | 4           |             |
| 4    | Vern Taylor       | Canada               |        | 7          | 2           |             |
| 5    | Scott Hamilton    | États-Unis           |        | 2          | 5           |             |
| 6    | James Szabo       | Canada               |        | 6          | 6           |             |
| 7    | Rudi Cerne        | Allemagne de l'Ouest |        | 10         | 7           |             |
| 8    | Vladimir Kotin    | Union soviétique     |        | 13         | 8           |             |
| 9    | Grzegorz Głowania | Pologne              |        | 8          | 9           |             |
| 10   | Miroslav Šoška    | Tchécoslovaquie      |        | 5          | 11          |             |
| 11   | Kevin Hicks       | Canada               |        | 11         | 10          |             |
| 12   | Bruno Watschinger | Autriche             |        | 9          | 12          |             |
| 13   | Michel Lotz       | France               |        | 12         | 13          |             |

### Dames
| Rang | Nom                       | Pays                 | Points | Fig. impo. | Prog. court | Prog. libre |
| ---- | ------------------------- | -------------------- | ------ | ---------- | ----------- | ----------- |
| 1    | Lisa-Marie Allen          | États-Unis           |        | 3          | 1           | 1           |
| 2    | Claudia Kristofics-Binder | Autriche             |        | 1          | 2           | 2           |
| 3    | Kristiina Wegelius        | Finlande             |        | 2          | 4           |             |
| 4    | Sandy Lenz                | États-Unis           |        | 7          | 3           |             |
| 5    | Janet Morrissey           | Canada               |        | 8          | 6           |             |
| 6    | Kira Ivanova              | Union soviétique     |        | 6          | 7           |             |
| 7    | Renata Baierova           | Tchécoslovaquie      |        | 9          | 5           |             |
| 8    | Reiko Kobayashi           | Japon                |        | 5          | 8           |             |
| 9    | Peggy McLean              | Canada               |        | 11         | 9           |             |
| 10   | Bodil Olsson              | Suède                |        | 12         | 10          |             |
| 11   | Garnet Ostermeier         | Allemagne de l'Ouest |        | 4          | 12          |             |
| 12   | Helena Chwila             | Pologne              |        | 13         | 13          |             |
| 13   | Cathie McFarlane          | Canada               |        | 10         | 11          |             |

### Danse sur glace
| Rang | Nom                                    | Pays             | Points | Danses imposées | Danse libre |
| ---- | -------------------------------------- | ---------------- | ------ | --------------- | ----------- |
| 1    | Krisztina Regőczy / András Sallay      | Hongrie          |        | 1               | 1           |
| 2    | Lorna Wighton / John Dowding           | Canada           |        | 2               | 3           |
| 3    | Marina Zueva / Andrei Vitman           | Union soviétique |        | 3               | 2           |
| 4    | Stacey Smith / John Summers            | États-Unis       |        | 4               | 4           |
| 5    | Susi Handschmann / Peter Handschmann   | Autriche         |        | 5               | 5           |
| 6    | sabella Rizzi / Luigi Freroni          | Italie           |        | 6               | 6           |
| 7    | Yelena Skorokhodova / Aleksei Badaykov | Union soviétique |        | 8               | 7           |
| 8    | Marie McNeil / Robert McCall           | Canada           |        | 7               | 8           |
| 9    | Hae Sue Park / Patrick Shannon         | États-Unis       |        | 9               | 9           |
| 10   | Anna Pisanska / Juri Musil             | Tchécoslovaquie  |        | 10              | 10          |
| 11   | Lillian Heming / Murray Carey          | Canada           |        | 11              | 11          |
| 12   | Halina G-Poltorak / Jacek Tascher      | Pologne          |        | 13              | 12          |
| 13   | Martine Olivier / Yves Tarayre         | France           |        | 12              | 13          |

## Sources
- Podiums et résultats des patineurs canadiens sur le site de Patinage Canada
- (en) « The 1978 Skate Canada International Competition », sur skateguard1.blogspot.com
- (en) « Ice Abroad, SKATE CANADA '78 VANCOUVER, CANADA OCTOBER 26-28, 1978 », sur usfsa.xmlmanager.qg.com